# Милорад Миле Васић
Милорад Миле Васић (Лазац код Краљева, 24. децембар 1906 — погинуо 1946. код Краљева) био је ваздухопловни капетан Југословенске војске. Током Другог светског рата је био командант жичких бригада Југословенске војске у отаџбини са штабом у Гледићу.
Највећи део његових снага (око 600 добро наоружаних јединица) је био у селу Милочај